# Đội tuyển bóng đá quốc gia Uruguay
Đội tuyển bóng đá quốc gia Uruguay (tiếng Tây Ban Nha: Selección de fútbol de Uruguay) là đội tuyển bóng đá do Hiệp hội bóng đá Uruguay quản lý và đại diện cho Uruguay, quốc gia ít dân nhất trong nhóm những đội tuyển từng đoạt chức vô địch thế giới, thi đấu trên bình diện quốc tế.
Được coi là một trong những đội tuyển quốc gia thành công nhất trên đấu trường quốc tế và được FIFA đánh giá là "cường quốc bóng đá đầu tiên trên thế giới", Uruguay đã hai lần vô địch World Cup vào các năm 1930 và 1950. Cả Brasil và Argentina khi đó đều là bại tướng của Uruguay trong trận chung kết, trong đó bao gồm kỳ World Cup đầu tiên năm 1930 do chính Uruguay chủ trì. Trước chức vô địch World Cup đầu tiên, Uruguay cũng có hai lần vô địch Olympic, giải đấu khi đó được FIFA quản lý, vào các năm 1924 và 1928. Ở đấu trường Nam Mỹ, đội đã có đến 15 lần vô địch Copa America với lần gần đây nhất vào năm 2011, thành tích từng là kỷ lục ở Nam Mỹ trước khi Argentina vượt qua vào năm 2024.

## Danh hiệu
- Vô địch thế giới: 2

Vô địch: 1930; 1950
- Vô địch Nam Mỹ: 15

Vô địch (15): 1916; 1917; 1920; 1923; 1924; 1926; 1935; 1942; 1956; 1959; 1967; 1983; 1987; 1995; 2011
Á quân (6): 1919; 1927; 1939; 1941; 1989; 1999
Hạng ba (10): 1921; 1922; 1929; 1937; 1947; 1953; 1957; 1975; 2004; 2024
- Bóng đá nam tại Olympic:

 1924; 1928
- Bóng đá nam tại Americas Games:

 1983

## Đồng phục
Logo trên áo đấu của đội tuyển quốc gia có 4 sao mặc dù Uruguay chỉ mới vô địch 2 kỳ World Cup. Hai trong số đó kỷ niệm hai lần vô địch World Cup và hai ngôi sao còn lại dùng để kỷ niệm hai lần giành huy chương vàng môn bóng đá Olympic những năm 1920, thời điểm mà FIFA vẫn công nhận các giải bóng đá ở Olympic là giải vô địch thế giới.
Những năm 1900, Uruguay sử dụng các trang phục áo đấu khác nhau. Chiếc áo đấu đầu tiên đội mặc lấy từ câu lạc bộ Albion trong trận đấu đầu tiên của mình với Argentina năm 1901.
Năm 1910, câu lạc bộ River Plate đánh bại Alumni của Argentina 2–1. River Plate mặc trang phục phụ cho trận đấu đó, là áo đấu màu xanh nhạt do áo đấu sân nhà của họ trùng màu với áo đấu của Alumni. Một người tên Ricardo LeBas đề xuất cho tuyển quốc gia của Uruguay mặc áo đấu xanh nhạt để ghi nhớ chiến thắng lịch sử của River Plate. Đề xuất được chủ tịch hiệp hội bóng đá Uruguay Héctor Gómez chấp thuận. Bộ áo đấu màu xanh nhạt bắt đầu được sử dụng từ trận đấu đội tuyển gặp và thắng đối thủ Argentina 3–1 ngày 15 tháng 8 năm 1910.
Bộ áo đấu màu đỏ trước đó được sử dụng ở một số chuyến du đấu được dùng lại cho kỳ Copa América 1935. Chúng không được mặc lại (ngoại trừ trận gặp Colombia ở World Cup 1962) cho tới năm 1991 khi chính thức trở thành trang phục thi đấu trên sân khách.
|  | 1901 | 1902–03 | 1905–07 | 1910–nay |

Chú thích
1. ↑  Áo đấu của Albion F.C., mặc trong trận gặp Argentina với đội hình phần lớn các cầu thủ đến từ câu lạc bộ này.[10]
2. ↑  Áo mặc trong trận chính thức đầu tiên,[11] gặp Argentina ở Montevideo năm 1902,[4] cũng được mặc trong trận đấu thứ hai ở Buenos Aires năm 1903.[12]
3. ↑  Mẫu dựa trên hiệu kỳ tỉnh Artigas, mặc bởi các đại biểu Uruguay (Liga Uruguay v Nam Phi[4] và các trận đấu của Copa Lipton khoảng 1905–07).[12]
4. ↑  Mặc lần đầu trong một trận đấu Copa Lipton năm 1910.[5][6]

## Phong cách
Đánh bại Argentina với tỷ số 4-2 trong chung kết World Cup 1930, theo đánh giá của một số nhà báo đương thời, Uruguay vận dụng lối chơi kết hợp hoàn hảo giữa tấn công và phòng ngự trái ngược với lối chơi quá đậm chất cá nhân của các cầu thủ Argentina biến họ thành bại tướng.
Theo một bài viết, dưới thời Oscar Tabárez, Uruguay đề cao hàng phòng ngự kỷ luật và sự chắc chắn và được so sánh giống với các đội bóng Ý, ví như Inter Milan. Máu lửa, chắc chắn, tinh quái kiểu đường phố và biết cách khai thác sai lầm của đối thủ là đặc sản của các cầu thủ Uruguay. Họ thường chơi với sơ đồ 4-4-2 phòng ngự chặt trung lộ, thu hẹp khoảng trống, áp sát quyết liệt giữa sân và hai biên. Khi tấn công thì phụ thuộc vào sự cơ động ranh mãnh của cặp tiền đạo và tận dụng tối đa các tình huống cố định.
"Những thời khắc khó khăn có thể đè bẹp bất kì đội bóng nào khác, nhưng với đội tuyển Uruguay, nó lại khiến chúng tôi thể hiện được sức mạnh và cá tính của mình...xây dựng đội bóng dựa vào nền tảng vững chắc, qua đó hàng công có thể tỏa sáng và mang về những chiến thắng."— Diego Lugano, tuyển thủ Uruguay, tiết lộ, đề cập những yếu tố phụ trợ như "tiếng gọi lịch sử" và "niềm đam mê".

"Khi thấy quân đội nước mình, không người Uruguay nào cảm thấy tổ quốc mình ở đó. Và nhiều phương diện khác nơi đời sống xã hội thì cũng tương tự. Nhưng khi thấy đội bóng, có, họ thấy có Uruguay của mình ở đó. Hay là nói nếu bạn "mua một gói thuật kịch" ý nghĩa quốc gia, sẽ có gì đó hơn một đội bóng xảy đến với nước bạn."— Ignacio Pardo, nhà xã hội học, chỉ ra rằng người Uruguay xem đội tuyển như một trong những thế chế đại diện tiêu biểu nhất của quốc gia, biểu tượng quốc gia.

Người Uruguay bằng bóng đá nhìn thấy một bức họa vẽ nên cá tính dũng cảm của một dân tộc. Trường phái bóng đá của Uruguay được biết đến với tính chất mạnh bạo và giàu tính thực dụng chiến thuật. Nhà báo Fabio Salgueiro, từ cổng Terra, cho rằng "ý chí quyết tâm và ham muốn chiếm lĩnh, thắng thế có trong máu của những người Uruguay". Luis Fernando Veríssimo cho biết: "Người Uruguay sẽ tìm mọi cách, mọi khả năng và nỗ lực hết mình để hạ đối thủ mạnh hơn họ".

## Thành tích
Trước năm 1916, Uruguay chơi tổng cộng 30 trận thì trong đó 29 trận đều là đối đầu với Argentina. Năm 1924, đội tuyển Uruguay tới Paris và trở thành đội Nam Mỹ đầu tiên góp mặt tại Thế Vận Hội. Tương phản với các đối thủ châu Âu thời điểm đó, Uruguay có lối chơi thiên về bóng ngắn, thắng tất cả các trận, hạ Thụy Sĩ 3–0 để giành huy chương vàng.

### Giải bóng đá vô địch thế giới

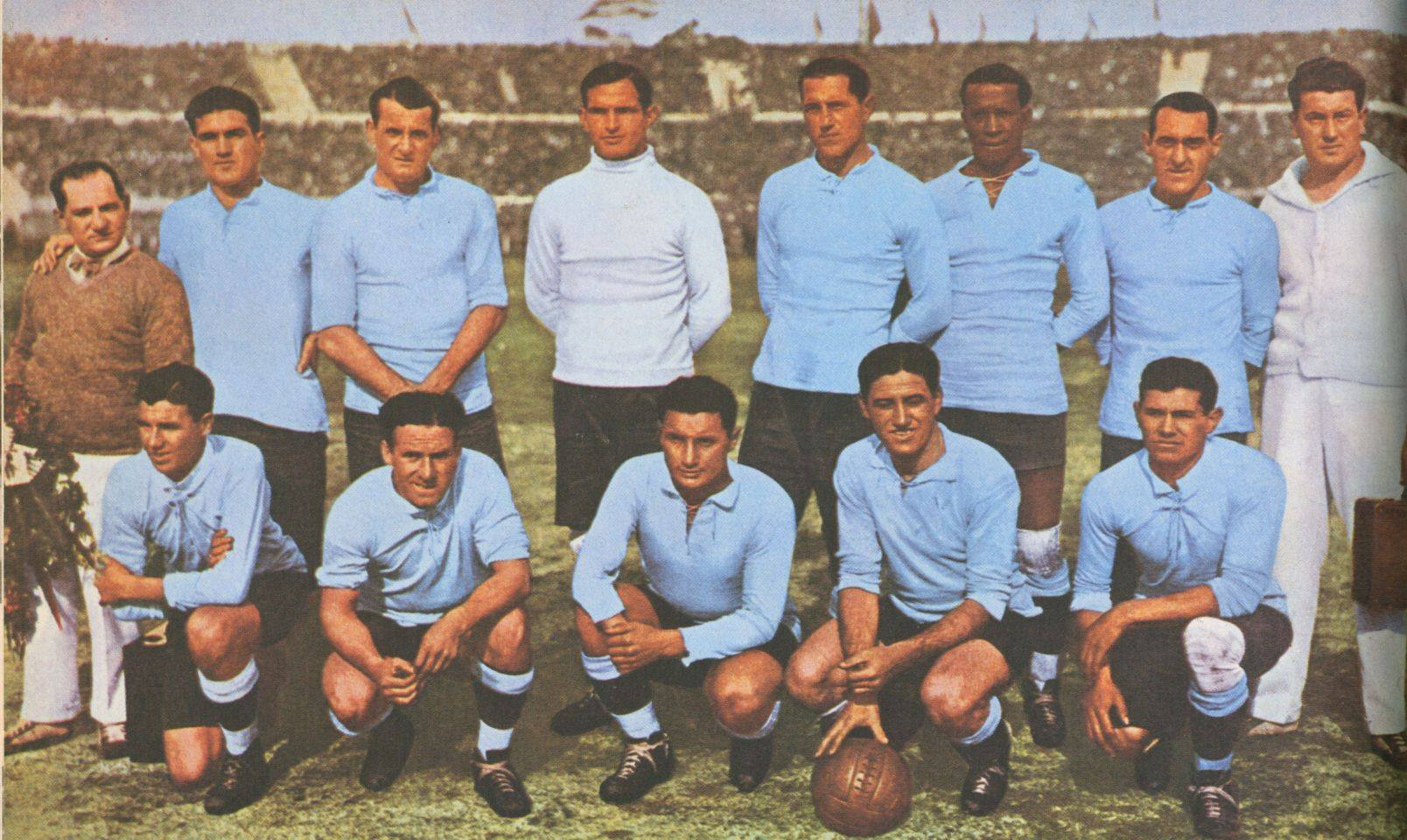
Thành viên tuyển Uruguay đánh bại Argentina chung kết World Cup 1930

Sau lần thứ hai giành huy chương vàng Olympic năm 1928, Uruguay được chọn làm chủ nhà kỳ World Cup đầu tiên năm 1930. Dù giành được ngôi vương của giải đấu, Uruguay không hài lòng với việc chỉ có bốn đội từ châu Âu tham dự và cho rằng mình bị người châu Âu khinh thường. Họ quyết định tẩy chay World Cup 1934 do Ý làm chủ nhà và World Cup 1938 mà Pháp đăng cai.

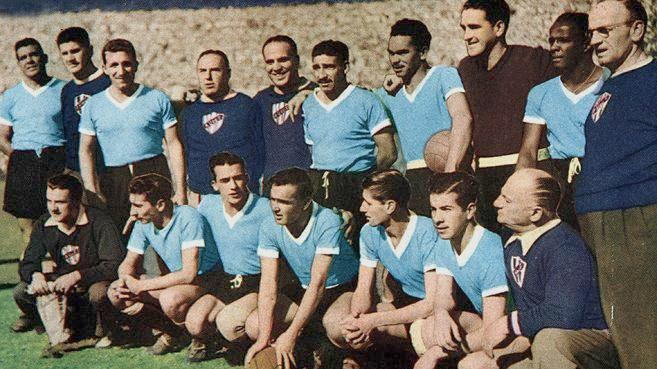
Đội hình gặp Brazil trận đấu quyết định ngôi vương World Cup 1950

Uruguay lần nữa vô địch thế giới vào năm 1950, hạ Brasil trong trận chung kết và tạo một cơn địa chấn gây sốc cho nhiều cổ động viên chủ nhà. Ở Uruguay, chính phủ tuyên bố ngày đó trở thành ngày nghỉ toàn quốc.
Kể từ đó tới nay, sự mạnh lên của Brasil và Argentina cùng với sự cạnh tranh gắt gao đến từ các đội bóng châu Âu, Uruguay không còn duy trì được sự thống trị ở các kỳ World Cup thêm lần nào nữa và thành tích của đội cũng không ổn định theo thời gian. Họ đã không vượt qua được vòng loại một số kỳ World Cup và chỉ có thêm ba lần đạt hạng tư, trong đó lần gần nhất là năm 2010. Hệ quả là đội không còn được đánh giá là một ứng cử viên vô địch World Cup như nhiều đại gia khác của bóng đá thế giới.
| Năm       | Kết quả                  | St                       | T                        | H                        | B                        | Bt                       | Bb                       |
| --------- | ------------------------ | ------------------------ | ------------------------ | ------------------------ | ------------------------ | ------------------------ | ------------------------ |
| 1930      | Vô địch                  | 4                        | 4                        | 0                        | 0                        | 15                       | 3                        |
| 1934-1938 | Không tham dự            | Không tham dự            | Không tham dự            | Không tham dự            | Không tham dự            | Không tham dự            | Không tham dự            |
| 1950      | Vô địch                  | 4                        | 3                        | 1                        | 0                        | 15                       | 5                        |
| 1954      | Hạng tư                  | 5                        | 3                        | 0                        | 2                        | 16                       | 9                        |
| 1958      | Không vượt qua vòng loại | Không vượt qua vòng loại | Không vượt qua vòng loại | Không vượt qua vòng loại | Không vượt qua vòng loại | Không vượt qua vòng loại | Không vượt qua vòng loại |
| 1962      | Vòng 1                   | 3                        | 1                        | 0                        | 2                        | 4                        | 6                        |
| 1966      | Tứ kết                   | 4                        | 1                        | 2                        | 1                        | 2                        | 5                        |
| 1970      | Hạng tư                  | 6                        | 2                        | 1                        | 3                        | 4                        | 5                        |
| 1974      | Vòng 1                   | 3                        | 0                        | 1                        | 2                        | 1                        | 6                        |
| 1978-1982 | Không vượt qua vòng loại | Không vượt qua vòng loại | Không vượt qua vòng loại | Không vượt qua vòng loại | Không vượt qua vòng loại | Không vượt qua vòng loại | Không vượt qua vòng loại |
| 1986      | Vòng 2                   | 4                        | 0                        | 2                        | 2                        | 2                        | 8                        |
| 1990      | Vòng 2                   | 4                        | 1                        | 1                        | 2                        | 2                        | 5                        |
| 1994-1998 | Không vượt qua vòng loại | Không vượt qua vòng loại | Không vượt qua vòng loại | Không vượt qua vòng loại | Không vượt qua vòng loại | Không vượt qua vòng loại | Không vượt qua vòng loại |
| 2002      | Vòng 1                   | 3                        | 0                        | 2                        | 1                        | 4                        | 5                        |
| 2006      | Không vượt qua vòng loại | Không vượt qua vòng loại | Không vượt qua vòng loại | Không vượt qua vòng loại | Không vượt qua vòng loại | Không vượt qua vòng loại | Không vượt qua vòng loại |
| 2010      | Hạng tư                  | 7                        | 3                        | 2                        | 2                        | 11                       | 8                        |
| 2014      | Vòng 2                   | 4                        | 2                        | 0                        | 2                        | 4                        | 6                        |
| 2018      | Tứ kết                   | 5                        | 4                        | 0                        | 1                        | 7                        | 3                        |
| 2022      | Vòng 1                   | 3                        | 1                        | 1                        | 1                        | 2                        | 2                        |
| 2026      | Chưa xác định            | Chưa xác định            | Chưa xác định            | Chưa xác định            | Chưa xác định            | Chưa xác định            | Chưa xác định            |
| 2030      | Vượt qua vòng loại       | Vượt qua vòng loại       | Vượt qua vòng loại       | Vượt qua vòng loại       | Vượt qua vòng loại       | Vượt qua vòng loại       | Vượt qua vòng loại       |
| 2034      | Chưa xác định            | Chưa xác định            | Chưa xác định            | Chưa xác định            | Chưa xác định            | Chưa xác định            | Chưa xác định            |
| Tổng cộng | 14/22 2 lần: Vô địch     | 59                       | 25                       | 13                       | 21                       | 89                       | 76                       |

### Cúp Liên đoàn các châu lục
| Năm       | Kết quả                   | St                        | T                         | H                         | B                         | Bt                        | Bb                        |
| --------- | ------------------------- | ------------------------- | ------------------------- | ------------------------- | ------------------------- | ------------------------- | ------------------------- |
| 1992-1995 | Không giành quyền tham dự | Không giành quyền tham dự | Không giành quyền tham dự | Không giành quyền tham dự | Không giành quyền tham dự | Không giành quyền tham dự | Không giành quyền tham dự |
| 1997      | Hạng tư                   | 5                         | 3                         | 0                         | 2                         | 8                         | 6                         |
| 1999-2009 | Không giành quyền tham dự | Không giành quyền tham dự | Không giành quyền tham dự | Không giành quyền tham dự | Không giành quyền tham dự | Không giành quyền tham dự | Không giành quyền tham dự |
| 2013      | Hạng tư                   | 5                         | 2                         | 1                         | 2                         | 14                        | 7                         |
| 2017      | Không giành quyền tham dự | Không giành quyền tham dự | Không giành quyền tham dự | Không giành quyền tham dự | Không giành quyền tham dự | Không giành quyền tham dự | Không giành quyền tham dự |
| Tổng cộng | 2/10 2 lần: Hạng tư       | 10                        | 5                         | 1                         | 4                         | 22                        | 13                        |

### Cúp bóng đá Nam Mỹ
Uruguay là đội tuyển giàu thành tích ở Copa America khi đã có 15 lần đăng quang, thành tích chỉ kém một danh hiệu so với Argentina và nhiều hơn Brasil đến 6 danh hiệu. 
| Năm       | Kết quả         | St      | T       | H       | B       | Bt      | Bb      |
| --------- | --------------- | ------- | ------- | ------- | ------- | ------- | ------- |
| 1916      | Vô địch         | 3       | 2       | 1       | 0       | 6       | 1       |
| 1917      | Vô địch         | 3       | 3       | 0       | 0       | 9       | 0       |
| 1919      | Á quân          | 3       | 2       | 1       | 0       | 7       | 4       |
| 1920      | Vô địch         | 3       | 2       | 1       | 0       | 9       | 2       |
| 1921      | Hạng ba         | 3       | 1       | 0       | 2       | 3       | 4       |
| 1922      | Hạng ba         | 4       | 2       | 1       | 1       | 3       | 1       |
| 1923      | Vô địch         | 3       | 3       | 0       | 0       | 6       | 1       |
| 1924      | Vô địch         | 3       | 2       | 1       | 0       | 8       | 1       |
| 1925      | Bỏ cuộc         | Bỏ cuộc | Bỏ cuộc | Bỏ cuộc | Bỏ cuộc | Bỏ cuộc | Bỏ cuộc |
| 1926      | Vô địch         | 4       | 4       | 0       | 0       | 17      | 2       |
| 1927      | Á quân          | 3       | 3       | 0       | 0       | 15      | 4       |
| 1929      | Hạng ba         | 3       | 1       | 0       | 2       | 4       | 6       |
| 1935      | Vô địch         | 3       | 3       | 0       | 0       | 6       | 1       |
| 1937      | Hạng ba         | 5       | 2       | 0       | 3       | 11      | 14      |
| 1939      | Á quân          | 4       | 3       | 0       | 1       | 13      | 5       |
| 1941      | Á quân          | 4       | 3       | 0       | 1       | 10      | 1       |
| 1942      | Vô địch         | 6       | 6       | 0       | 0       | 21      | 2       |
| 1945      | Hạng tư         | 6       | 3       | 0       | 3       | 14      | 6       |
| 1946      | Hạng tư         | 5       | 2       | 0       | 3       | 11      | 9       |
| 1947      | Hạng ba         | 7       | 5       | 0       | 2       | 21      | 8       |
| 1949      | Hạng 6          | 7       | 2       | 1       | 4       | 14      | 20      |
| 1953      | Hạng ba         | 6       | 3       | 1       | 2       | 15      | 6       |
| 1955      | Hạng tư         | 5       | 2       | 1       | 2       | 12      | 12      |
| 1956      | Vô địch         | 5       | 4       | 1       | 0       | 9       | 3       |
| 1957      | Hạng ba         | 6       | 4       | 0       | 2       | 15      | 12      |
| 1959      | Hạng 5          | 6       | 2       | 0       | 4       | 15      | 14      |
| 1959      | Vô địch         | 5       | 4       | 1       | 0       | 9       | 3       |
| 1963      | Bỏ cuộc         | Bỏ cuộc | Bỏ cuộc | Bỏ cuộc | Bỏ cuộc | Bỏ cuộc | Bỏ cuộc |
| 1967      | Vô địch         | 5       | 4       | 1       | 0       | 13      | 2       |
| 1975      | Hạng tư         | 2       | 1       | 0       | 1       | 1       | 3       |
| 1979      | Vòng bảng       | 4       | 1       | 2       | 1       | 5       | 5       |
| 1983      | Vô địch         | 8       | 5       | 2       | 1       | 12      | 6       |
| 1987      | Vô địch         | 2       | 2       | 0       | 0       | 2       | 0       |
| 1989      | Á quân          | 7       | 4       | 0       | 3       | 11      | 3       |
| 1991      | Vòng bảng       | 4       | 1       | 3       | 0       | 4       | 3       |
| 1993      | Tứ kết          | 4       | 1       | 2       | 1       | 5       | 5       |
| 1995      | Vô địch         | 6       | 4       | 2       | 0       | 11      | 4       |
| 1997      | Vòng bảng       | 3       | 1       | 0       | 2       | 2       | 2       |
| 1999      | Á quân          | 6       | 1       | 2       | 3       | 4       | 9       |
| 2001      | Hạng tư         | 6       | 2       | 2       | 2       | 7       | 7       |
| 2004      | Hạng ba         | 6       | 3       | 2       | 1       | 12      | 10      |
| 2007      | Hạng tư         | 6       | 2       | 2       | 2       | 8       | 9       |
| 2011      | Vô địch         | 6       | '3      | 3       | 0       | 9       | 3       |
| 2015      | Tứ kết          | 4       | 1       | 1       | 2       | 2       | 3       |
| 2016      | Vòng bảng       | 3       | 1       | 0       | 2       | 4       | 4       |
| 2019      | Tứ kết          | 4       | 2       | 2       | 0       | 7       | 2       |
| 2021      | Tứ kết          | 5       | 2       | 2       | 1       | 4       | 2       |
| 2024      | Hạng ba         | 6       | 3       | 2       | 1       | 11      | 4       |
| Tổng cộng | 15 lần: Vô địch | 212     | 115     | 40      | 57      | 421     | 226     |

### Thế vận hội Mùa hè
- (Nội dung thi đấu dành cho cấp đội tuyển quốc gia cho đến kỳ Đại hội năm 1988)

| Năm       | Kết quả                  | Thứ hạng                 | St                       | T                        | H                        | B                        | Bt                       | Bb                       |
| --------- | ------------------------ | ------------------------ | ------------------------ | ------------------------ | ------------------------ | ------------------------ | ------------------------ | ------------------------ |
| 1900-1920 | Không tham dự            | Không tham dự            | Không tham dự            | Không tham dự            | Không tham dự            | Không tham dự            | Không tham dự            | Không tham dự            |
| 1924      | Huy chương vàng          | 1st                      | 5                        | 5                        | 0                        | 0                        | 20                       | 2                        |
| 1928      | Huy chương vàng          | 1st                      | 5                        | 4                        | 1                        | 0                        | 12                       | 5                        |
| 1936      | Bỏ cuộc                  | Bỏ cuộc                  | Bỏ cuộc                  | Bỏ cuộc                  | Bỏ cuộc                  | Bỏ cuộc                  | Bỏ cuộc                  | Bỏ cuộc                  |
| 1948-1972 | Không vượt qua vòng loại | Không vượt qua vòng loại | Không vượt qua vòng loại | Không vượt qua vòng loại | Không vượt qua vòng loại | Không vượt qua vòng loại | Không vượt qua vòng loại | Không vượt qua vòng loại |
| 1976      | Bỏ cuộc                  | Bỏ cuộc                  | Bỏ cuộc                  | Bỏ cuộc                  | Bỏ cuộc                  | Bỏ cuộc                  | Bỏ cuộc                  | Bỏ cuộc                  |
| 1980-1988 | Không vượt qua vòng loại | Không vượt qua vòng loại | Không vượt qua vòng loại | Không vượt qua vòng loại | Không vượt qua vòng loại | Không vượt qua vòng loại | Không vượt qua vòng loại | Không vượt qua vòng loại |
| Tổng cộng | 2 lần huy chương vàng    | 3/19                     | 10                       | 9                        | 1                        | 0                        | 32                       | 7                        |

### Đại hội Thể thao liên Mỹ
- (Nội dung thi đấu dành cho cấp đội tuyển quốc gia cho đến kỳ Đại hội năm 1995)

| Năm       | Kết quả               | Thứ hạng      | St            | T             | H             | B             | Bt            | Bb            |
| --------- | --------------------- | ------------- | ------------- | ------------- | ------------- | ------------- | ------------- | ------------- |
| 1951-1959 | Không tham dự         | Không tham dự | Không tham dự | Không tham dự | Không tham dự | Không tham dự | Không tham dự | Không tham dự |
| 1963      | Hạng tư               | 4th           | 4             | 1             | 0             | 3             | 4             | 6             |
| 1967-1971 | Không tham dự         | Không tham dự | Không tham dự | Không tham dự | Không tham dự | Không tham dự | Không tham dự | Không tham dự |
| 1975      | Vòng sơ loại          | 11th          | 2             | 0             | 1             | 1             | 1             | 2             |
| 1979      | Không tham dự         | Không tham dự | Không tham dự | Không tham dự | Không tham dự | Không tham dự | Không tham dự | Không tham dự |
| 1983      | Huy chương vàng       | 1st           | 4             | 4             | 0             | 0             | 5             | 1             |
| 1987-1995 | Không tham dự         | Không tham dự | Không tham dự | Không tham dự | Không tham dự | Không tham dự | Không tham dự | Không tham dự |
| Tổng cộng | 1 lần huy chương vàng | 3/12          | 10            | 5             | 1             | 4             | 10            | 9             |

## Lịch đấu

### 2024
| 26 tháng 3 Giao hữu | Bờ Biển Ngà                        | 2–1      | Uruguay     | Lens, Pháp                                                                 |  |
| 20:30 UTC+1         | - M. Olivera 10' (l.n.) - Doué 85' | Chi tiết | - Viñas 77' | Sân vận động: Sân vận động Bollaert-Delelis Trọng tài: Ruddy Buquet (Pháp) |  |

| 5 tháng 6 Giao hữu | México | 0–4      | Uruguay                              | Denver, Hoa Kỳ                                                                                     |  |
| 19:00 UTC-6        |        | Chi tiết | - Núñez 7', 44', 49' - Pellistri 26' | Sân vận động: Empower Field at Mile High Lượng khán giả: 57,852 Trọng tài: Oshane Nation (Jamaica) |  |

| 23 tháng 6 Bảng C Copa América 2024 | Uruguay                                  | 3–1      | Panama          | Miami Gardens, Hoa Kỳ                                                                     |  |
| 21:00 UTC-4                         | - M. Araújo 16' - Núñez 85' - Viña 90+1' | Chi tiết | - Murillo 90+4' | Sân vận động: Sân vận động Hard Rock Lượng khán giả: 33,425 Trọng tài: Piero Maza (Chile) |  |

| 27 tháng 6 Bảng C Copa América 2024 | Uruguay                                                                   | 5–0      | Bolivia | East Rutherford, Hoa Kỳ                                                                      |  |
| 21:00 UTC-4                         | - Pellistri 8' - Núñez 21' - M. Araújo 77' - Valverde 81' - Bentancur 89' | Chi tiết |         | Sân vận động: Sân vận động MetLife Lượng khán giả: 48,033 Trọng tài: Juan Benitez (Paraguay) |  |

| 1 tháng 7 Bảng C Copa América 2024 | Hoa Kỳ | 0–1      | Uruguay          | Kansas City, Hoa Kỳ                                                                        |  |
| 20:00 UTC-5                        |        | Chi tiết | - M. Olivera 66' | Sân vận động: Sân vận động Arrowhead Lượng khán giả: 55,460 Trọng tài: Kevin Ortega (Peru) |  |

| 6 tháng 7 Tứ kết Copa América 2024                        | Uruguay | 0–0 (4–2 p)                                        | Brasil | Paradise, Hoa Kỳ                                                                                 |  |
| 18:00 UTC-7                                               |         | Chi tiết                                           |        | Sân vận động: Sân vận động Allegiant Lượng khán giả: 55,770 Trọng tài: Darío Herrera (Argentina) |  |
|                                                           |         | Loạt sút luân lưu                                  |        |                                                                                                  |  |
| - Valverde - Bentancur - De Arrascaeta - Giménez - Ugarte |         | - Militão - A. Pereira - Douglas Luiz - Martinelli |        |                                                                                                  |  |

| 10 tháng 7 Bán kết Copa América 2024 | Uruguay | 0–1      | Colombia    | Charlotte, Hoa Kỳ                                                                                 |  |
| 20:00 UTC-4                          |         | Chi tiết | - Lerma 39' | Sân vận động: Sân vận động Bank of America Lượng khán giả: 70,644 Trọng tài: César Ramos (México) |  |

| 13 tháng 7 Tranh hạng ba Copa América 2024    | Canada                 | 2–2 (3–4 p)                                     | Uruguay                       | Charlotte, Hoa Kỳ                                                                                       |  |
| 20:00 UTC-4                                   | - Koné 22' - David 80' | Chi tiết                                        | - Bentancur 8' - Suárez 90+2' | Sân vận động: Sân vận động Bank of America Lượng khán giả: 24,386 Trọng tài: Alexis Herrera (Venezuela) |  |
|                                               |                        | Loạt sút luân lưu                               |                               | |  |
| - David - Bombito - Koné - Choinière - Davies |                        | - Valverde - Bentancur - De Arrascaeta - Suárez |                               | |  |

| 4 tháng 9 Vòng loại FIFA World Cup 2026 | Uruguay | v | Paraguay | Montevideo, Uruguay                   |  |
| --:-- UTC-3                             |         |   |          | Sân vận động: Sân vận động Centenario |  |

| 7 tháng 9 Vòng loại FIFA World Cup 2026 | Venezuela | v | Uruguay | Venezuela |
| --:-- UTC-4                             |           |   |         |           |

| 9 tháng 10 Vòng loại FIFA World Cup 2026 | Perú | v | Uruguay | Lima, Peru                          |  |
| --:-- UTC-5                              |      |   |         | Sân vận động: Sân vận động quốc gia |  |

| 12 tháng 10 Vòng loại FIFA World Cup 2026 | Uruguay | v | Ecuador | Montevideo, Uruguay                   |  |
| --:-- UTC-3                               |         |   |         | Sân vận động: Sân vận động Centenario |  |

| 13 tháng 11 Vòng loại FIFA World Cup 2026 | Uruguay | v | Colombia | Montevideo, Uruguay                   |  |
| --:-- UTC-3                               |         |   |          | Sân vận động: Sân vận động Centenario |  |

| 16 tháng 11 Vòng loại FIFA World Cup 2026 | Brasil | v | Uruguay | Brasil |
| --:-- UTC-3                               |        |   |         |        |

## Cầu thủ

### Đội hình hiện tại
Đây là đội hình đã hoàn thành Copa América 2024.

Số liệu thống kê tính đến ngày 13 tháng 7 năm 2024 sau trận gặp Canada.

| Số | VT | Cầu thủ                     | Ngày sinh (tuổi)  | Trận | Bàn | Câu lạc bộ           |
| -- | -- | --------------------------- | ----------------- | ---- | --- | -------------------- |
| 1  | TM | Sergio Rochet               | 23 tháng 3, 1993  | 25   | 0   | Internacional        |
| 12 | TM | Santiago Mele               | 6 tháng 9, 1997   | 4    | 0   | Atlético Junior      |
| 23 | TM | Franco Israel               | 22 tháng 4, 2000  | 2    | 0   | Sporting CP          |
|    |    |                             |                   |      |     |                      |
| 2  | HV | José Giménez (đội trưởng)   | 20 tháng 1, 1995  | 89   | 8   | Atlético Madrid      |
| 3  | HV | Sebastián Cáceres           | 18 tháng 8, 1999  | 17   | 0   | América              |
| 4  | HV | Ronald Araújo               | 7 tháng 3, 1999   | 20   | 1   | Barcelona            |
| 13 | HV | Guillermo Varela            | 24 tháng 3, 1993  | 17   | 0   | Flamengo             |
| 16 | HV | Mathías Olivera             | 31 tháng 10, 1997 | 23   | 2   | Napoli               |
| 17 | HV | Matías Viña                 | 9 tháng 11, 1997  | 41   | 1   | Flamengo             |
| 22 | HV | Nicolás Marichal            | 17 tháng 3, 2001  | 1    | 0   | Dynamo Moscow        |
| 24 | HV | Lucas Olaza                 | 21 tháng 7, 1994  | 5    | 0   | Krasnodar            |
|    |    |                             |                   |      |     |                      |
| 5  | TV | Manuel Ugarte               | 11 tháng 4, 2001  | 22   | 0   | Paris Saint-Germain  |
| 6  | TV | Rodrigo Bentancur           | 25 tháng 6, 1997  | 65   | 3   | Tottenham Hotspur    |
| 7  | TV | Nicolás de la Cruz          | 1 tháng 6, 1997   | 31   | 5   | Flamengo             |
| 8  | TV | Nahitan Nández              | 28 tháng 12, 1995 | 61   | 0   | Al Qadsiah           |
| 10 | TV | Giorgian de Arrascaeta      | 1 tháng 6, 1994   | 51   | 10  | Flamengo             |
| 15 | TV | Federico Valverde (đội phó) | 22 tháng 7, 1998  | 62   | 7   | Real Madrid          |
| 20 | TV | Maximiliano Araújo          | 15 tháng 2, 2000  | 14   | 3   | Toluca               |
| 21 | TV | Emiliano Martínez           | 17 tháng 8, 1999  | 2    | 0   | Midtjylland          |
|    |    |                             |                   |      |     |                      |
| 9  | TĐ | Luis Suárez                 | 24 tháng 1, 1987  | 142  | 69  | Inter Miami          |
| 11 | TĐ | Facundo Pellistri           | 20 tháng 12, 2001 | 26   | 2   | Manchester United    |
| 14 | TĐ | Agustín Canobbio            | 1 tháng 10, 1998  | 13   | 1   | Athletico Paranaense |
| 18 | TĐ | Brian Rodríguez             | 20 tháng 5, 2000  | 24   | 4   | América              |
| 19 | TĐ | Darwin Núñez                | 24 tháng 6, 1999  | 29   | 13  | Liverpool            |
| 25 | TĐ | Cristian Olivera            | 17 tháng 4, 2002  | 7    | 0   | Los Angeles          |
| 26 | TĐ | Brian Ocampo                | 25 tháng 6, 1999  | 1    | 0   | Cádiz                |

### Triệu tập gần đây
| Vt                                                                                  | Cầu thủ             | Ngày sinh (tuổi)  | Số trận | Bt | Câu lạc bộ              | Lần cuối triệu tập              |
| ----------------------------------------------------------------------------------- | ------------------- | ----------------- | ------- | -- | ----------------------- | ------------------------------- |
| TM                                                                                  | Randall Rodríguez   | 29 tháng 11, 2003 | 0       | 0  | Peñarol                 | 2024 Copa América PRE           |
|                                                                                     |                     |                   |         |    |                         |                                 |
| HV                                                                                  | Bruno Méndez        | 10 tháng 9, 1999  | 7       | 0  | Granada                 | v. Xứ Basque, 23 March 2024     |
| HV                                                                                  | Joaquín Piquerez    | 24 tháng 8, 1998  | 13      | 0  | Palmeiras               | v. Brasil, 17 October 2023      |
| HV                                                                                  | Santiago Bueno      | 9 tháng 11, 1998  | 2       | 0  | Wolverhampton Wanderers | v. Brasil, 17 October 2023      |
| HV                                                                                  | José Luis Rodríguez | 14 tháng 3, 1997  | 2       | 0  | Vasco da Gama           | v. Ecuador, 12 September 2023   |
|                                                                                     |                     |                   |         |    |                         |                                 |
| TV                                                                                  | César Araújo        | 2 tháng 4, 2001   | 1       | 0  | Orlando City            | 2024 Copa América PRE           |
| TV                                                                                  | Nicolás Fonseca     | 19 tháng 10, 1998 | 1       | 0  | River Plate             | v. Bờ Biển Ngà, 26 March 2024   |
| TV                                                                                  | Matías Vecino       | 24 tháng 8, 1991  | 70      | 6  | Lazio                   | v. Xứ Basque, 23 March 2024 RET |
| TV                                                                                  | Rodrigo Zalazar     | 12 tháng 8, 1999  | 2       | 2  | Braga                   | v. Xứ Basque, 23 March 2024     |
| TV                                                                                  | Felipe Carballo     | 4 tháng 10, 1996  | 7       | 0  | Grêmio                  | v. Bolivia, 21 November 2023    |
|                                                                                     |                     |                   |         |    |                         |                                 |
| TĐ                                                                                  | Facundo Torres      | 13 tháng 4, 2000  | 17      | 1  | Orlando City            | 2024 Copa América PRE           |
| TĐ                                                                                  | Luciano Rodríguez   | 16 tháng 7, 2003  | 3       | 0  | Liverpool Montevideo    | 2024 Copa América PRE           |
| TĐ                                                                                  | Miguel Merentiel    | 24 tháng 2, 1996  | 0       | 0  | Boca Juniors            | 2024 Copa América PRE           |
| TĐ                                                                                  | Federico Viñas      | 30 tháng 6, 1998  | 2       | 1  | León                    | 2024 Copa América INJ           |
| TĐ                                                                                  | Ignacio Laquintana  | 1 tháng 2, 1999   | 0       | 0  | Red Bull Bragantino     | v. Bờ Biển Ngà, 26 March 2024   |
| TĐ                                                                                  | Maxi Gómez          | 14 tháng 8, 1996  | 32      | 4  | Cádiz                   | v. Ecuador, 12 September 2023   |
| INJ Rút lui vì chấn thương. PRE Đội hình sơ bộ. RET Đã chia tay đội tuyển quốc gia. |                     |                   |         |    |                         |                                 |

### Kỷ lục cầu thủ

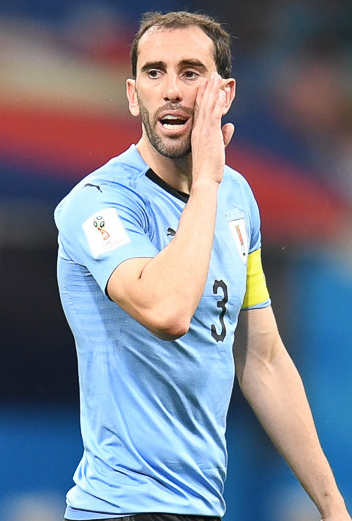
Diego Godín là cầu thủ khoác áo đội tuyển quốc gia nhiều nhất với 161 trận.

Tính đến ngày 13 tháng 7 năm 2024.

#### Thi đấu nhiều nhất

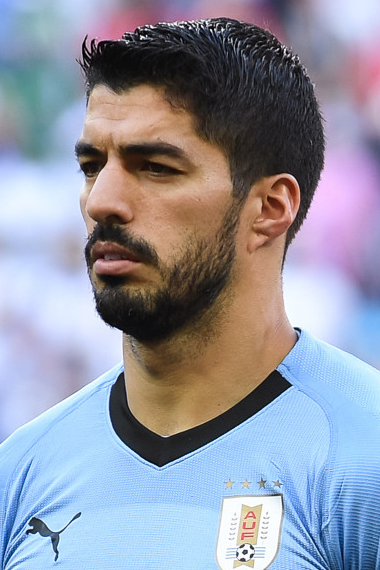
Luis Suárez là cầu thủ ghi bàn nhiều nhất cho đội tuyển quốc gia với 69 bàn thắng.

| #  | Cầu thủ             | Năm thi đấu | Số trận | Bàn thắng |
| -- | ------------------- | ----------- | ------- | --------- |
| 1  | Diego Godín         | 2005–2022   | 161     | 8         |
| 2  | Luis Suárez         | 2007–2024   | 142     | 69        |
| 3  | Edinson Cavani      | 2008–2022   | 136     | 58        |
| 4  | Fernando Muslera    | 2009–2022   | 133     | 0         |
| 5  | Maxi Pereira        | 2005–2018   | 125     | 3         |
| 6  | Martín Cáceres      | 2007–2022   | 116     | 4         |
| 7  | Diego Forlán        | 2002–2014   | 112     | 36        |
| 8  | Cristian Rodríguez  | 2005–2018   | 109     | 11        |
| 9  | Diego Lugano        | 2003–2014   | 95      | 9         |
| 10 | Egidio Arévalo Ríos | 2006–2017   | 91      | 0         |

#### Ghi nhiều bàn thắng nhất
| # | Cầu thủ         | Năm thi đấu | Bàn thắng | Số trận |
| - | --------------- | ----------- | --------- | ------- |
| 1 | Luis Suárez     | 2007–2024   | 69        | 142     |
| 2 | Edinson Cavani  | 2008–2022   | 58        | 136     |
| 2 | Diego Forlán    | 2002–2014   | 36        | 112     |
| 4 | Héctor Scarone  | 1917–1930   | 31        | 52      |
| 5 | Ángel Romano    | 1913–1927   | 28        | 69      |
| 6 | Óscar Míguez    | 1950–1958   | 27        | 39      |
| 7 | Sebastián Abreu | 1996–2012   | 26        | 70      |
| 8 | Pedro Petrone   | 1923–1930   | 24        | 29      |
| 9 | Carlos Aguilera | 1982–1997   | 22        | 64      |
| 9 | Fernando Morena | 1971–1983   | 22        | 53      |